# Мизиновка

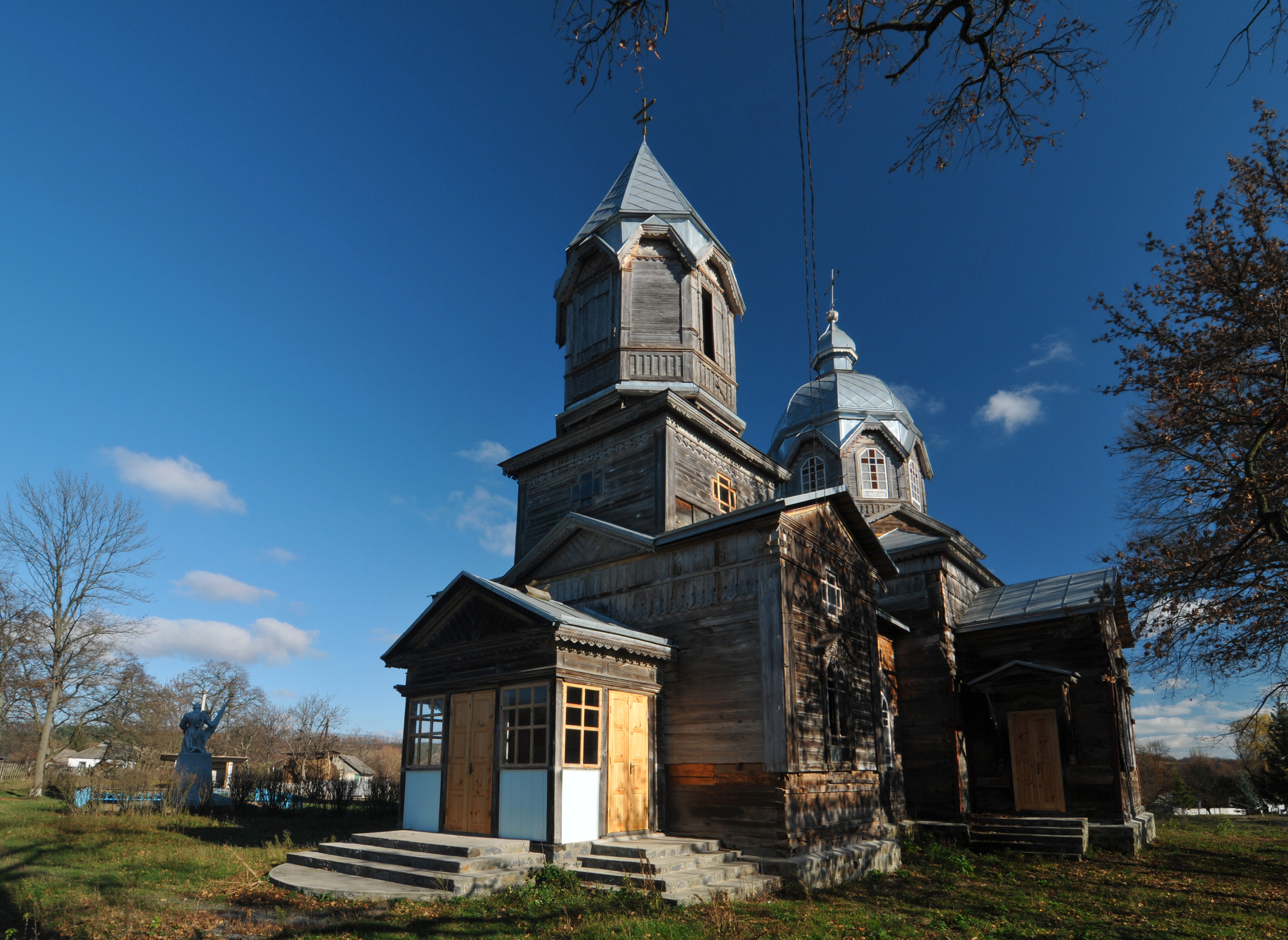
Свято-Георгиевская церковь

Ми́зиновка (укр. Мизинівка) — село в Звенигородском районе Черкасской области Украины.
Население по переписи 2001 года составляло 310 человек. Почтовый индекс — 20224. Телефонный код — 4740.

## История
Достоверных данных о происхождении села на сохранилось. Есть лишь легенда, что на его месте жили отец и пятеро сыновей, после смерти отца жить на этой земле остался лишь младший сын, как тогда называли, «мизинец», он сплотил вокруг себя людей из данной местности, так образовалось село.
Первая перепись населения, проходившая тут в 1900 году, установила, что в себе проживают 1058 человек. К Октябрьской социалистической революции 1917 года земля села принадлежала господам Ячевским и Семилевичам. Но большинство сельскохозяйственных угодий к тому времени они уже продали сельчанам. До Революции в селе была церковно-приходская церковь с одним учителем.
Во время Революций 1917 года из села вышел видный большевистский активист Юмен Степанович Котик, который в 1919 году был некоторое время уездным старостой в Звенигородке.
Во время Великой Отечественной войны на фронтах сражались 175 сельчан, из которых 138 погибло, а 76 удостоены различных военных наград. В 1958 был построен памятник воинам, сражавшимся за освобождение села от немецко-фашистских захватчиков.
В послевоенный период к 1970 годам в селе были: колхоз «Ленинская искра» с полеводческой бригадой, 2300 га земли, из которых 1600 га пахотной земли, на которых, в основном, выращивались технические и зерновые культуры. Имелись в селе мельница, пилорама и два фельдшерско-акушерских пункта. Из объектов культуры были школа-восьмилетка, три клуба и библиотека с фондом в 8000 книг.
После обретения Украиной независимости и распада колхозной системы сельское хозяйство в селе продолжилось в форме предприятий СООО «Мизиновское» и КФХ «Форсинг».

## Местный совет
20244, Черкасская обл., Звенигородский р-н, с. Мизиновка.